# Łączkowice (powiat radomszczański)
Łączkowice – wieś w Polsce, położona w województwie łódzkim, w powiecie radomszczańskim, w gminie Masłowice.
| SIMC    | Nazwa          | Rodzaj    |
| ------- | -------------- | --------- |
| 1040680 | Archaniołów    | część wsi |
| 1040935 | Szreniawa      | część wsi |
| 1040941 | Świnia Krzywda | część wsi |

W latach 1975–1998 miejscowość administracyjnie należała do województwa piotrkowskiego.